# 헤르츠
헤르츠(Hertz, 기호: Hz, 문화어: 헤르쯔)는 SI 단위계의 주파수 단위이다. 이 이름은 전자기학 분야에서 큰 업적을 남긴 독일 물리학자 하인리히 루돌프 헤르츠(Heinrich Rudolf Hertz)를 기리기 위한 것이다.
1 Hz는 SI 기본 단위로 표현하면 1 s{\displaystyle ^{-1}}이다. 1 Hz는 “1초에 한 번”을 의미한다. 즉 100 Hz는 1초에 100번을 반복 혹은 진동함을 뜻한다. 이 단위는 모든 주기적으로 반복되는 것에 쓰일 수 있다.
시계의 초침은 1 Hz로 똑딱한다.
우리가 일상생활에서 주로 접하는 경우는 라디오나 텔레비전 방송의 주파수, 컴퓨터 CPU의 클럭 주파수 등이다.

## 역사
- 1960년 이전에는 사이클(cycle)였다.
- 1960년 이후에는 독일의 물리학자인 하인리히 루돌프 헤르츠(Heinreich Hertz)의 이름에서 쓰여진 헤르츠(Hz)로 사용이 오늘날까지 적용되었다.[1]

## 등급순
| 주파수 (Hz) | 이름       | 단위 |       | 주파수 (Hz)    | 이름 | 단위 |
| ----------- | ---------- | ---- | ----- | -------------- | ---- | ---- |
| 100         | 헤르츠     | Hz   |       |                |      |      |
| 101         | 데카헤르츠 | daHz | 10–1  | 데시헤르츠     | dHz  |      |
| 102         | 헥토헤르츠 | hHz  | 10–2  | 센티헤르츠     | cHz  |      |
| 103         | 킬로헤르츠 | kHz  | 10–3  | 밀리헤르츠     | mHz  |      |
| 106         | 메가헤르츠 | MHz  | 10–6  | 마이크로헤르츠 | µHz  |      |
| 109         | 기가헤르츠 | GHz  | 10–9  | 나노헤르츠     | nHz  |      |
| 1012        | 테라헤르츠 | THz  | 10–12 | 피코헤르츠     | pHz  |      |
| 1015        | 페타헤르츠 | PHz  | 10–15 | 펨토헤르츠     | fHz  |      |
| 1018        | 엑사헤르츠 | EHz  | 10–18 | 아토헤르츠     | aHz  |      |
| 1021        | 제타헤르츠 | ZHz  | 10–21 | 젭토헤르츠     | zHz  |      |
| 1024        | 요타헤르츠 | YHz  | 10–24 | 욕토헤르츠     | yHz  |      |

## 응용

### 진동
소리는 압박의 떨림을 말하는 움직이는 파(波)이다. 유아의 귀는 16 Hz부터 20,000 Hz까지의 주파수를 인지하는 반면, 일반인은 살아오면서 고막이 조금씩 손상되어 20 Hz부터 16,000 Hz까지의 소리만 들을 수 있으나, 예외적으로 20,000 Hz 이상의 주파수까지 인지하는 사람도 있다. 초음파와 다른 물리적 떨림의 범위는 메가헤르츠 이상으로 확장되었다.(1메가헤르츠는 1초에 1백만번 진동한다.)

### 컴퓨터 처리
컴퓨터 처리에서, 대부분의 중앙 처리 장치(CPU)는 메가헤르츠(MHz)나 기가헤르츠(109헤르츠)로 클럭 속도를 표기하고 있다. 메가헤르츠의 수는 CPU의 마스터 클럭 신호 ("클럭 속도")의 주파수로 일컫는다. 이 신호는 일반적인 주기에서 낮은 쪽에서 높은 쪽으로, 또 높은 쪽에서 낮은 쪽으로 바뀌는 전압이다. 헤르츠는 CPU의 속도를 결정짓는 데 흔히 쓰이는 주된 척도가 되어 왔으나, 벤치마크 상에서 반드시 클럭 속도가 실제 속도를 나타내는 기준이 아님이 밝혀졌기 때문에 많은 전문가들은 이러한 접근에 비평을 하고 있다. 가정에서 쓰이는 개인용 컴퓨터의 경우, CPU는 1970년대 말까지 거의 1 메가헤르츠의 수준이었다. 그러나 현대에는 PC와 매킨토시 컴퓨터에서 거의 4 기가헤르츠에 육박하는 클럭 속도를 사용하고 있다.

## 유니코드 문자
| 기호 | 이름                   | 유니코드 숫자 |
| ---- | ---------------------- | ------------- |
| ㎐   | Hertz (Square HZ)      | U+3390        |
| ㎑   | Kilohertz (Square KHZ) | U+3391        |
| ㎒   | Megahertz (Square MHZ) | U+3392        |
| ㎓   | Gigahertz (Square GHZ) | U+3393        |
| ㎔   | Terahertz (Square THZ) | U+3394        |

## 같이 보기
- 대역폭 (신호 처리)
- 옥타브
- 교류
- 플롭스
- 분당 회전수
- 주기함수
- 라디안 매 초
- 표본화